# 浮山街道
浮山街道，是中华人民共和国湖北省咸寧市咸安区下辖的一个乡镇级行政单位。

## 行政区划
浮山街道下辖以下地区：
双泉社区、淦河社区、大畈社区、龙潭社区、煤机社区、沿河村、大畈村、双泉村、浮山村、旗鼓村、杨下村、白鹤村、余佐村、龙潭村和太乙村。